# نووکورمیخا
نووکورمیخا (به لاتین: Novokormikha) یک منطقهٔ مسکونی در روسیه است که در سرزمین آلتای واقع شده‌است.